# Wolf
Wolf (nemško za volk) je lahko:

## Priimek

### Slovenci
Wolf je 2.562 najbolj pogost priimek v Sloveniji, ki ga je po podatkih Statističnega urada Republike Slovenije na dan 31. decembra 2008 uporabljalo 171 oseb.
- Anton Wolf (1802–1871), duhovnik in leksikograf
- Anton Wolf (1868–1937), poštni strokovnjak
- Anton Alojzij Wolf (1782–1859), ljubljanski škof
- Božidar Wolfand-Wolf (*1961), pevec zabavne glasbe
- Edvard Wolf (1833–1902), slovensko-italijanski slikar
- Elias Wolf starejši (oče, deloval 1592–1626), slikar
- Elias Wolf mlajši (sin, 1595–1653), slikar
- Hugo Wolf (1860–1903), slovensko-avstrijski skladatelj
- Janez Wolf (1825–1884), slikar
- Matevž Wolf (1752–1827), duhovnik
- Walter Wolf (*1939), slovensko-kanadski poslovnež

### Tujci
- Charles Joseph Étienne Wolf (1827 – 1918), francoski astronom
- Christa Wolf (1929 – 2011), nemška pisateljica
- Fred Alan Wolf (1934 –), ameriški fizik in popularizator znanosti
- Hans Christoph Wolf (1929 – 2020), nemški fizik
- Friedrich August Wolf (1759 – 1824), nemški klasični filolog
- Rudolf Johann Wolf (1818 – 1893), švicarski astronom, matematik in zgodovinar astronomije
- Max Franz Joseph Cornelius Wolf (1863 – 1931), nemški astronom